# Trophée européen de course en montagne 1999
Navigation
1998 2000
Le Trophée européen de course en montagne 1999 est une compétition de course en montagne qui s'est déroulée le 4 juillet 1999 à Bad Kleinkirchheim en Autriche. Il s'agit de la cinquième édition de l'épreuve.

## Résultats
La course masculine s'effectue sur un parcours de 10,3 km pour 1 125 m de dénivelé. Elle voit un duel serré entre l'Italien Antonio Molinari et le Français Arnaud Fourdin. Ce n'est que dans la dernière montée que l'Italien parvient à faire la différence et franchit la ligne d'arrivée avec 17 secondes d'avance sur son rival. Le podium est complété par le Britannique Richard Findlow. L'Italie remporte le classement par équipes devant la Suisse et la France.
Le parcours féminin mesure 9,4 km pour 1 080 m de dénivelé. La course est d'abord menée par les Britanniques Angela Mudge et Heather Heasman. La Polonaise Izabela Zatorska hausse ensuite le rythme et s'impose confortablement avec près de deux minutes d'avance sur l'Écossaise Angela. L'Allemande Johanna Baumgartner parvient à se hisser sur la troisième marche du podium tandis que l'Anglaise Heather échoue à la cinquième place, juste derrière la Française Isabelle Guillot. La France remporte le classement par équipes devant l'Allemagne et l'Italie.

### Individuels
| Rang               | Athlète          | Pays       | Temps       |
| ------------------ | ---------------- | ---------- | ----------- |
| Médaille d'or      | Antonio Molinari | Italie     | 52 min 17 s |
| Médaille d'argent  | Arnaud Fourdin   | France     | 52 min 34 s |
| Médaille de bronze | Richard Findlow  | Angleterre | 53 min 20 s |
| 4                  | Martin Bajčičák  | Slovaquie  | 53 min 48 s |
| 5                  | Simone Lenzi     | Italie     | 52 min 52 s |
| 6                  | Leonid Tikhonov  | Russie     | 54 min 0 s  |
| 7                  | Chris Robison    | Écosse     | 54 min 2 s  |
| 8                  | Robert Quinn     | Écosse     | 54 min 17 s |

| Rang               | Athlète              | Pays       | Temps       |
| ------------------ | -------------------- | ---------- | ----------- |
| Médaille d'or      | Izabela Zatorska     | Pologne    | 55 min 37 s |
| Médaille d'argent  | Angela Mudge         | Écosse     | 57 min 18 s |
| Médaille de bronze | Johanna Baumgartner  | Allemagne  | 57 min 43 s |
| 4                  | Isabelle Guillot     | France     | 57 min 45 s |
| 5                  | Heather Heasman      | Angleterre | 58 min 8 s  |
| 6                  | Svetlana Demidenko   | Russie     | 58 min 20 s |
| 7                  | Irena Šádková        | Tchéquie   | 58 min 35 s |
| 8                  | Maria Grazia Roberti | Italie     | 59 min 2 s  |

### Équipes
| Rang               | Pays                                                                                        | Points |
| ------------------ | ------------------------------------------------------------------------------------------- | ------ |
| Médaille d'or      | Italie Antonio Molinari (1er) Simone Lenzi (5e) Davide Milesi (15e) Marco De Gasperi (16e)  | 21     |
| Médaille d'argent  | Suisse Andrea Erni (9e) Karl Jöhl (11e) Alexis Gex-Fabry (12e)                              | 32     |
| Médaille de bronze | France Arnaud Fourdin (2e) Sylvain Richard (17e) Thierry Icart (19e) Nicolas Pasquion (35e) | 38     |

| Rang               | Pays                                                                                                  | Points |
| ------------------ | --- | ------ |
| Médaille d'or      | France Isabelle Guillot (4e) Evelyne Mura (9e) Line Kuster (10e) Véronique Vauzelle (22e)             | 23     |
| Médaille d'argent  | Allemagne Johanna Baumgartner (3e) Gudrun de Pay (11e) Romy Lindner (14e) Ellen Schöner (17e)         | 28     |
| Médaille de bronze | Italie Maria Grazia Roberti (8e) Daniela Spilotti (16e) Flavia Gaviglio (18e) Rosita Rota Gelpi (39e) | 42     |